# Wyżyna Małopolska

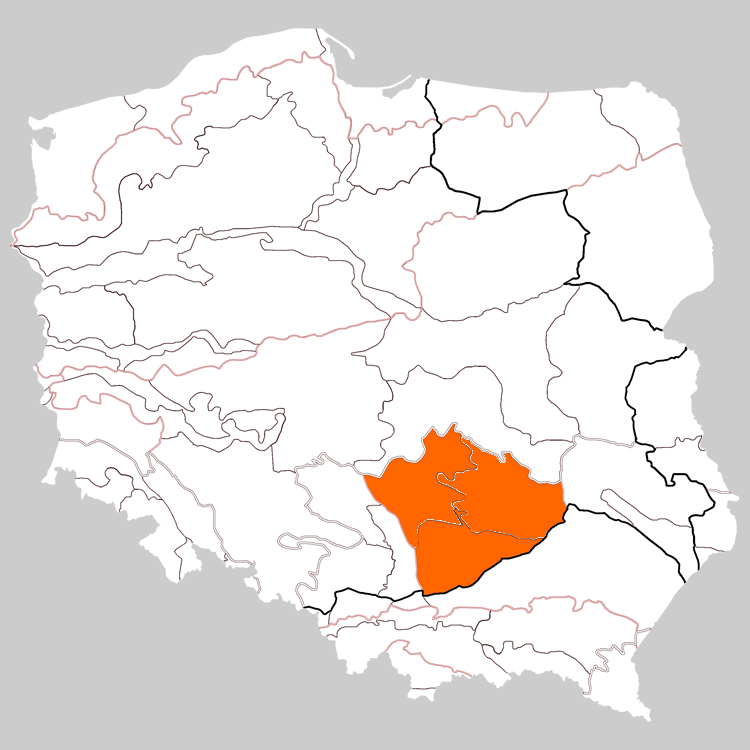
Wyżyna Małopolska

Wyżyna Małopolska (342) – wyżynna podprowincja fizycznogeograficzna w południowej Polsce, stanowiąca centralną część Wyżyn Polskich. Położona jest na północ i zachód od Wisły.
Na zachodzie graniczy z Wyżyną Śląsko-Krakowską, od północy i północnego wschodu z Nizinami Środkowopolskimi (Wzniesieniami Południowomazowieckimi), od wschodu z Wyżyną Lubelską i od południa i południowego wschodu z Podkarpaciem Północnym (Kotliną Sandomierską).
Średnia wysokość 200–400 m n.p.m. Najwyższy szczyt to Góra Agaty (614 m n.p.m.) w Górach Świętokrzyskich.
Podział Wyżyny Małopolskiej:
342.1 Wyżyna Przedborska
342.11 Wzgórza Radomszczańskie
342.12 Wzgórza Opoczyńskie
342.13 Próg Lelowski
342.14 Niecka Włoszczowska
342.15 Pasmo Przedborsko-Małogoskie
342.16 Wzgórza Łopuszańskie
342.2 Niecka Nidziańska
342.21 Płaskowyż Jędrzejowski
342.22 Wyżyna Miechowska
342.23 Płaskowyż Proszowicki
342.24 Garb Wodzisławski
342.25 Dolina Nidy
342.26 Niecka Solecka
342.27 Garb Pińczowski
342.28 Niecka Połaniecka
342.3 Wyżyna Kielecka
342.31 Płaskowyż Suchedniowski
342.32 Garb Gielniowski
342.33 Przedgórze Iłżeckie
342.34-5 Góry Świętokrzyskie
342.36 Wyżyna Sandomierska
342.37 Pogórze Szydłowskie